# Massacre de Hin Heup
Le massacre de Hin Heup est un massacre de civils Hmong perpétré par les forces du Pathet Lao survenu au Laos en 1975.